# Fischbahnhof

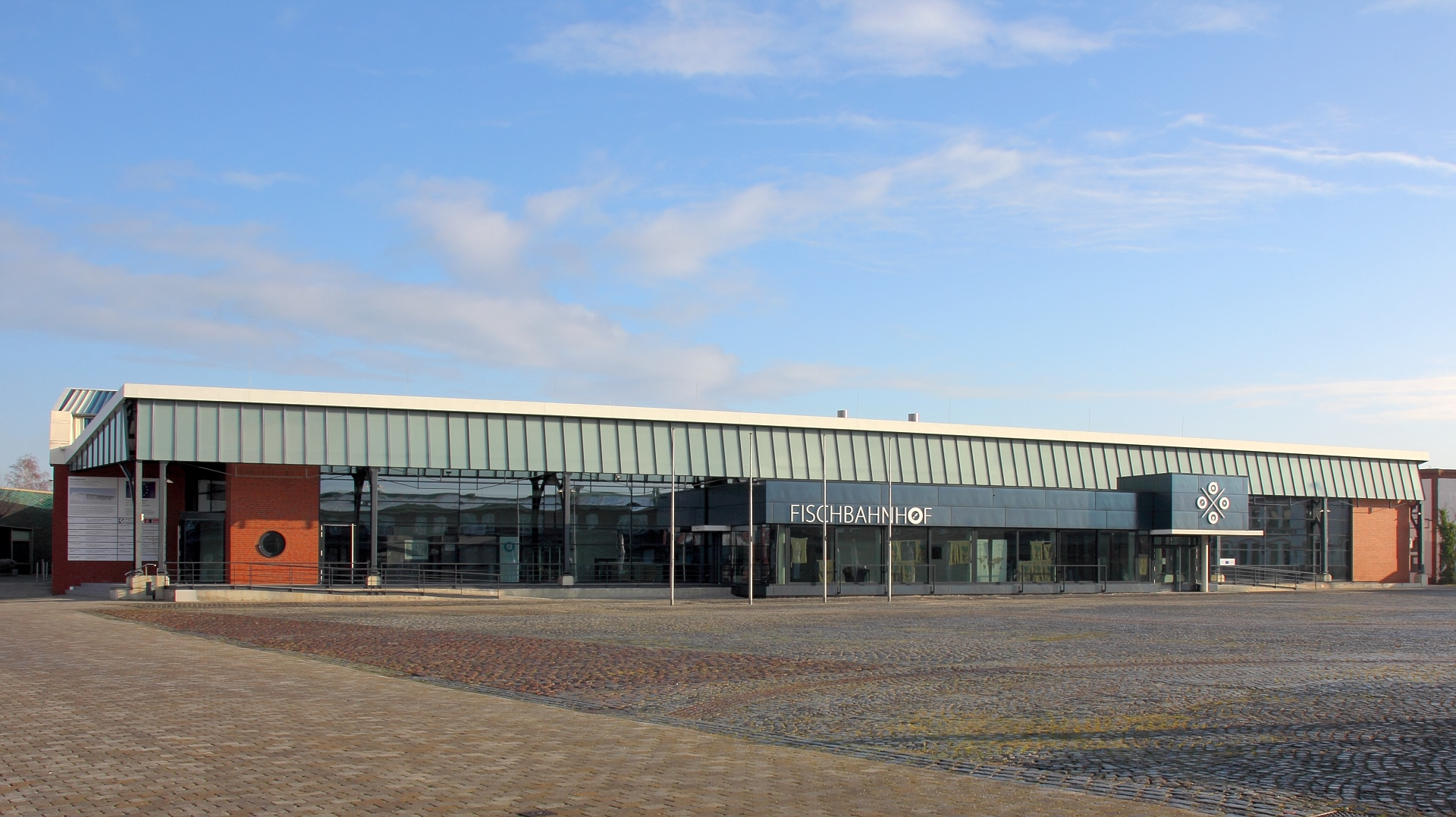
Fischbahnhof (2021)

Der Fischbahnhof ist eine multifunktionale Eventlocation am Ende des Fischereihafens I in Bremerhaven. Wie die alte Packhalle IV auf der anderen Seite der „Marktplatz“ genannten Freifläche ist sie zentraler Bestandteil des Schaufensters Fischereihafen.

## Geschichte

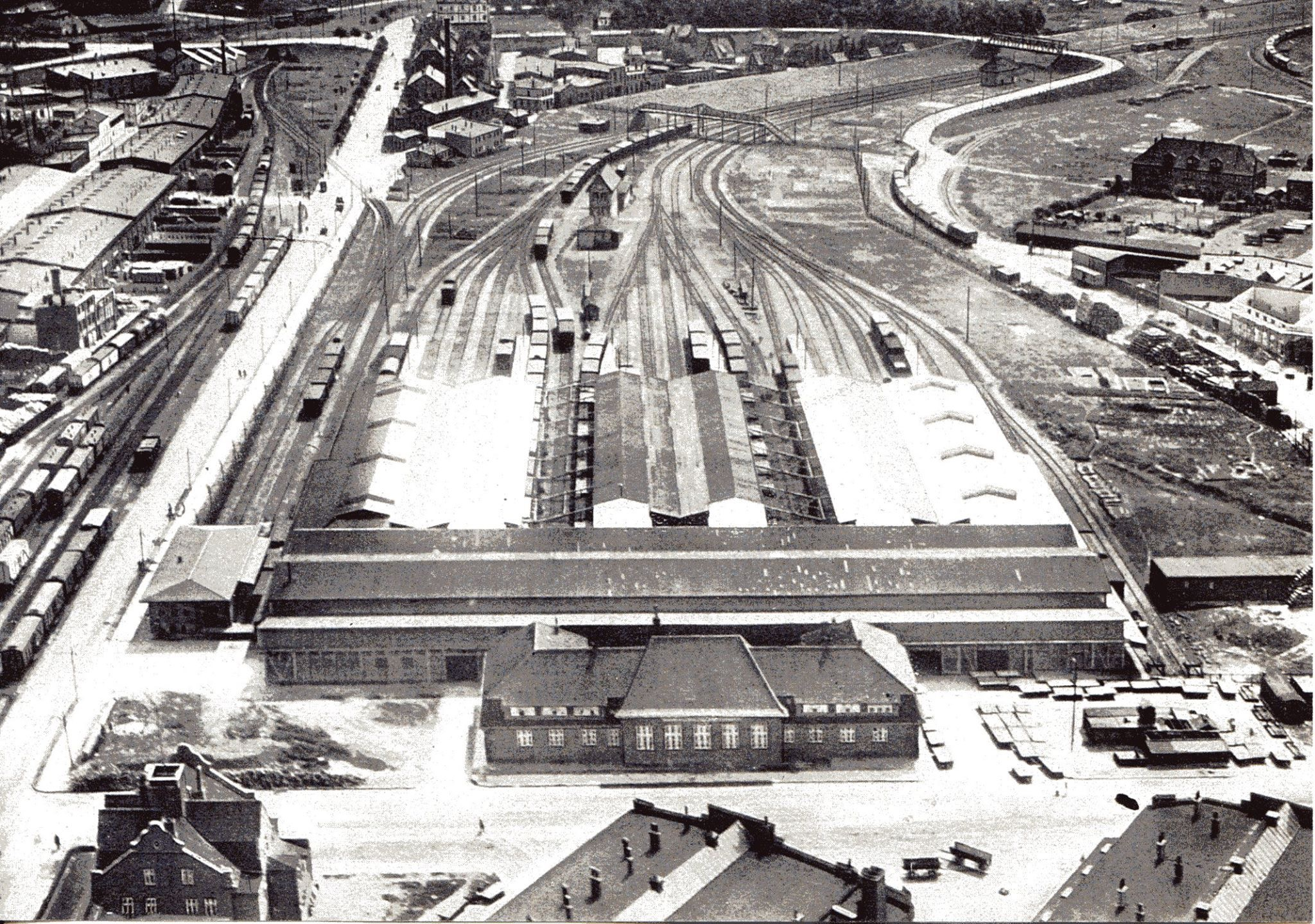
Fischversandbahnhof (1936)

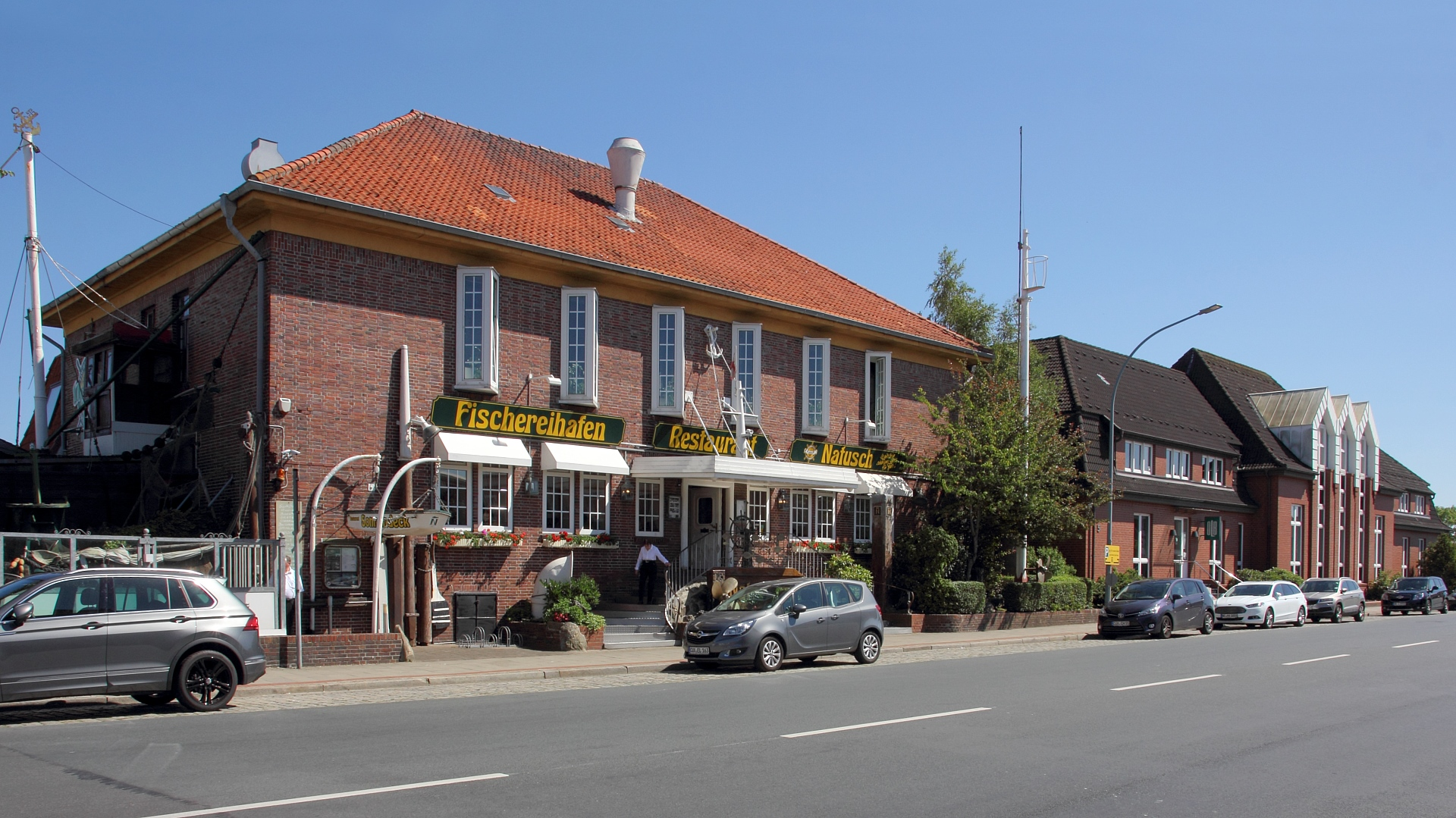
Ehemaliges Sozialgebäude und Verwaltungsgebäude des Fischbahnhofs

Nach dem Niedergang der deutschen Hochseefischerei suchte die Fischereihafen Betriebsgesellschaft (FBG) neue Nutzungsmöglichkeiten für die verwaisten Flächen und Gebäude. In den 1990er Jahren begann unter dem Stichwort Schaufenster Fischereihafen der Aufbau eines touristischen Angebots. Es sollte Auswärtige und Einheimische gleichermaßen ansprechen. Zunächst wurde die heute älteste, 1906/07 gebaute Packhalle IV restauriert. Ihr gegenüber wurde der Fischbahnhof errichtet und zunächst Forum Fischbahnhof genannt.
Der ursprüngliche Standort des von 1913 bis 1920 gebauten und in den 1930er Jahren auf neun Bahnsteige erweiterten Fischversandbahnhofs – kurz Fischbahnhof – war etwa 400 Meter Luftlinie entfernt. Von hier erfolgte der Fischtransport per Bahn ins Binnenland. Nachdem sich der LKW-Transport immer mehr durchsetzte, verlor der Fischbahnhof seine Bedeutung. Ab 1976 wurde er stückweise demontiert. An der Straße Am Fischbahnhof stehen noch das frühere Verwaltungsgebäude und das Sozialgebäude, das seit Jahrzehnten vom Fischereihafen-Restaurant Natusch genutzt wird. Das von Wulsdorf kommende Anschlussgleis reicht heute etwa in Höhe der Delphinstraße bis fast an die Hoebelstraße heran. Hier ist der Endpunkt für die gelegentlich fahrenden Züge der Museumsbahn Bremerhaven–Bederkesa.

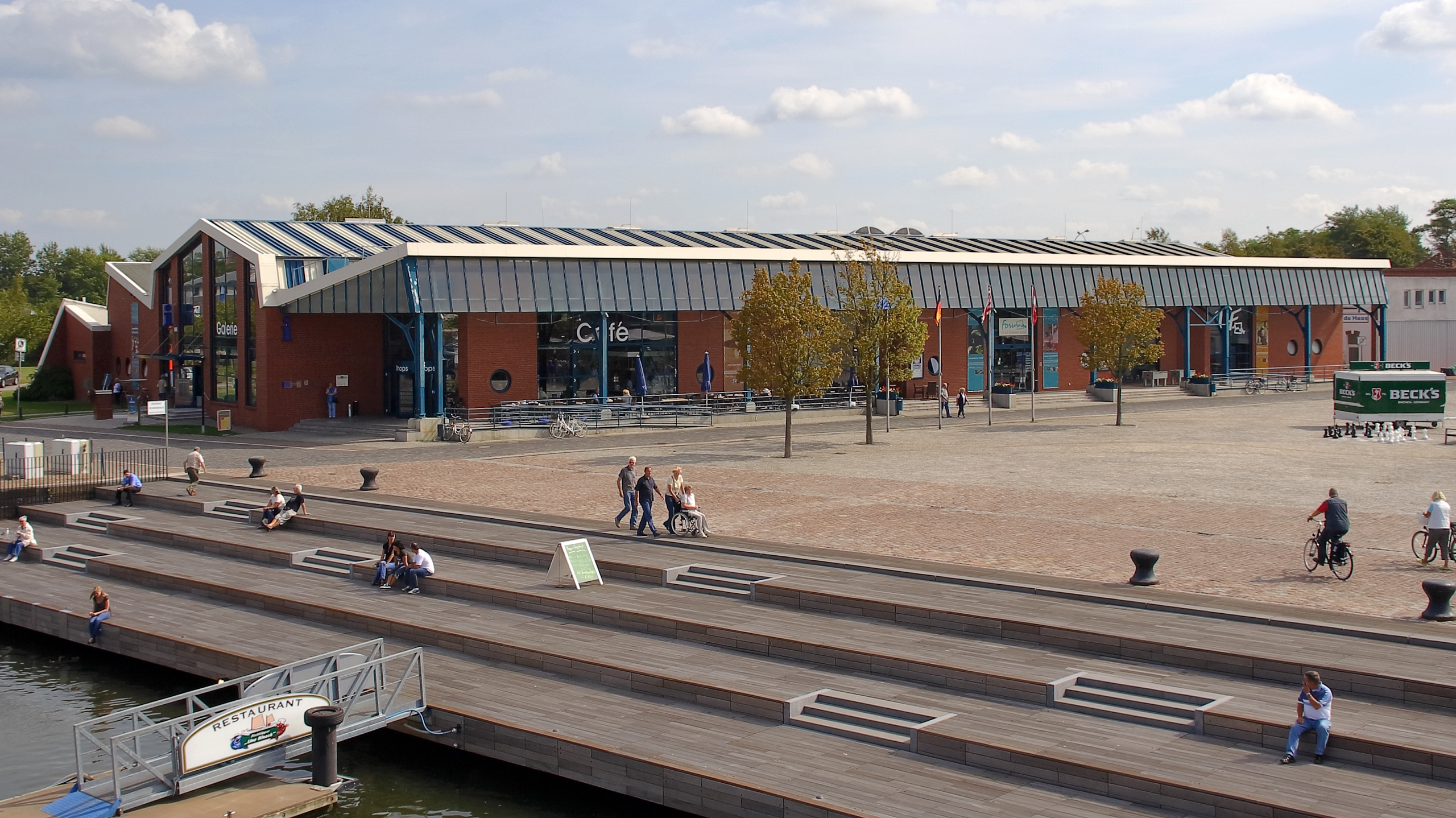
Forum Fischbahnhof (2009)

Teile der alten charakteristischen Eisenkonstruktion der Fischversandhalle wurden Mitte der 1990er Jahre für den Bau des Fischbahnhofs am heutigen Standort verwendet. 1996 konnte das Forum Fischbahnhof eingeweiht werden.
2014 erfolgte der Anbau des Fischkochstudions und 2020 ein Umbau und die Streichung des Wortes Forum im Namen. 2021 konnte hier der 125. Geburtstag des Fischereihafens gefeiert werden.

## Nutzungen
Der Fischbahnhof mit einer Gesamtfläche von ca. 2.000 m² eignet sich für Veranstaltungen verschiedenster Art mit bis zu 1.500 Teilnehmern, wenn alle Teilbereiche einbezogen werden.

### Eventfläche
Im Fischbahnhof bietet die 600 m² große Eventfläche vielfältige Nutzungsmöglichkeiten vom Stehempfang mit bis zu 900 Personen über verschiedene Bestuhlungsformen bis zur Hausmesse. Der Industriecharme des früheren Fischversandbahnhofes ist dabei sichtbar.

### Fischbahnhof 360°
Seit März 2023 werden unter dem Namen Fischbahnhof 360° in halbstündigem Rhythmus zwei raumfüllende Multivisionen mit innovativer 360°-Projektionstechnik gezeigt. Medienstationen bieten Informationen über Geschichte und Gegenwart des Fischereihafens Bremerhaven und seiner Fangflotte sowie vielfältige Informationen rund um das Thema Fisch. Ein Ausstellungscafé ist auch von außen zugänglich.
Ursprünglich war hier bis 2013 das Atlanticum untergebracht. Die Nachfolgeausstellung Expedition Nordmeere bekam ihre technischen Probleme nicht richtig in den Griff und wurde nach relativ kurzer Zeit wegen geringer Besucherzahlen wieder geschlossen.

### Theater im Fischereihafen (TiF)
Am 10. Mai 1996 wurde das TiF eröffnet und hat sich seither im Kulturleben der Seestadt etabliert. Musik, Theater, Comedy, Varieté u. a. sind im Rahmen von Gastspielen zu sehen.
Jährlich finden etwa 130 Vorstellungen mit über 20.000 Besuchern statt. Das Theater bietet max. 300 Sitzplätze.

### Fischkochstudio

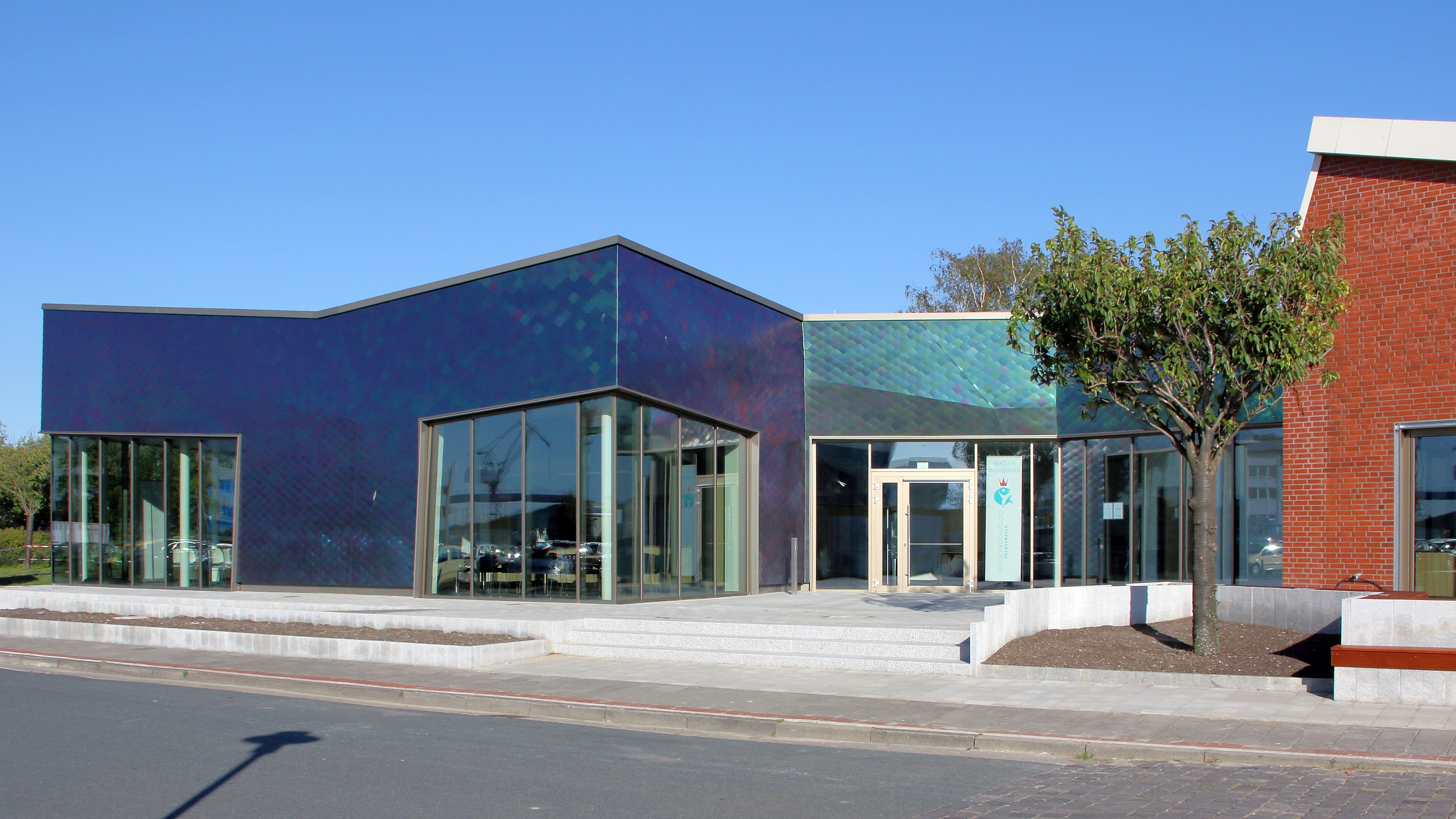
Fischkochstudio neben dem Fischbahnhof

Im modernen, mit dem Fischbahnhof verbundenen Nachbargebäude ist seit 2014 das Fischkochstudio beheimatet. 1927 wurde es als Seefischlehrküche gegründet. Seit dem 1996 erfolgten Umzug ins Forum Fischbahnhof nannte es sich dann Seefischkochstudio. Am 2. Juni 2014 wurden die neuen Räumlichkeiten in einem Anbau bezogen. Die blaugrün glänzende Fassade aus Metallelementen erinnert an Fischschuppen. Hier sind eine Showküche und eine Seminarküche vorhanden. In Kochshows und Kochkursen wird gezeigt, wie man Fisch einfach und einfallsreich zubereitet. Ein im Hintergrund vorbereitetes Fischbuffet wird in der Messe im Fischbahnhof aufgebaut und von den Teilnehmern der Kochshow zum Abschluss verköstigt. Seit dem 1. März 2022 lautet der gekürzte Name Fischkochstudio.